# 11897 Лемер
11897 Лемер (11897 Lemaire) — астероїд головного поясу, відкритий 8 квітня 1991 року.
Тіссеранів параметр щодо Юпітера — 3,602.